# Bernát Alexander
Bernát Alexander (Pest, 13 aprile 1850 – Budapest, 23 ottobre 1927) è stato un filosofo e scrittore ungherese.
Insegnante universitario a Budapest, scrisse un saggio sull'arte nel 1898.
Discepolo e divulgatore di Kant.